# Barbara Wójcicka
Barbara Wójcicka (ur. 12 sierpnia 1980) – polska judoczka.
Była zawodniczka KS Błękitni Tarnów (1993-2006). Dwukrotna złota medalistka zawodów pucharu świata (Warszawa 2002, Mińsk 2002). Trzykrotna mistrzyni Polski (2002, 2003, 2004), dwukrotna wicemistrzyni Polski (1998, 2005) oraz brązowa medalistka mistrzostw Polski 1999 - wszystkie osiągnięcia w kat. do 78 kg. Uczestniczka mistrzostw Europy (2002, 2003 – 5 miejsce, 2004) i mistrzostw świata (2004).